# Wypędzenie przekupniów ze świątyni (obraz El Greca z 1570)
Wypędzenie przekupniów ze świątyni – obraz autorstwa hiszpańskiego malarza pochodzenia greckiego Dominikosa Theotokopulosa, znanego jako El Greco.
Jest to pierwszy sygnowany obraz z okresu weneckiego. Podpis znajduje się z lewej strony koło klatki z ptakiem: DOMÉNIKOS THEOTOK[O]POULOS KR[E]S. Jest to również pierwszy z sześciu znanych kopii obrazów podejmujących temat Chrystusa wypędzającego przekupniów. Został namalowany na desce.

## Geneza
Temat obrazu obrazuje motyw opisany w Nowym Testamencie w Ewangelii Jana: 

Zbliżała się pora Paschy żydowskiej i Jezus udał się do Jerozolimy. W świątyni napotkał siedzących za stołami bankierów oraz tych, którzy sprzedawali woły, baranki i gołębie. Wówczas sporządziwszy sobie bicz ze sznurków, powypędzał wszystkich ze świątyni, także baranki i woły, porozrzucał monety bankierów, a stoły powywracał. Do tych zaś, którzy sprzedawali gołębie, rzekł: "Weźcie to stąd, a nie róbcie z domu mego Ojca targowiska!” (J.2 13-17)

## Opis obrazu
Scena malowana była na gruncie z brunatnawej ziemi grubymi pociągnięciami pędzla, widoczne są ślady palców, które wygładzały nierówności. W centralnej części obrazu dominuje postać Chrystusa w czerwonej tunice, ale jest to postać bez siły wyrazu, nie panuje na tłumem. Bicz trzymany w ręku nie dosięga nikogo z tłumu. El Grecowi brakowało jeszcze sił ekspresji, dopiero eksperymentował z perspektywą. Tłum skupiony jest po lewej stronie pod monumentalnym łukiem, z prawej strony widoczny jest rząd kolumn na szachownicy podłogi. Grupę stłoczonych ciał otaczają postacie zupełnie obojętne na wydarzenie. Na pierwszym planie poniżej znajduje się handlarka gołębiami z klatką. Ma obnażona nogę aż po udo a jej pierś wyłania się z fałd draperii. El Greco nadał jej typowe weneckie rysy upodobniając do mitycznych postaci Danae lub Wenus leżącej na łożu. Z prawej strony, przy kolumnach znajduje się kobieta, ta sama, która występuje u Rafaela, z obnażonymi piersiami i ramionami. Idzie spokojnie trzymając na ramieniu kij z wiadrem wody i z nagim dzieckiem u boku. Wokół El Greco umieścił wiele elementów martwej natury: przy nagim dziecku leżącym na posadzce znajduje się otwarta księga, skrzynia i baranek przywiązany do kija. U dołu widać jakiegoś ptaka obok świnek morskich, kurczęta, drób i koszyk gołębi.
Nad grupą kupców El Greco ujawnił swoją pasję i wyczucie do architektury. Widać to w ustawieniu łuku, w ciężkości sklepienia, w kolumnach z korynckimi głowicami i w starożytnych posążkach stojących po obu stronach łuku.

## Proweniencja
Prawdopodobnie do 1866 roku obraz znajdował się w kolekcji Josè Salamanca y Mayol. W 1868 został sprzedany do zbiorów Sir Francisca Cook z Doughty House w Richmond. Drogą dziedziczenia dzieło pozostawało w kolekcji rodzinnej Cooków do 1955 roku, kiedy to został sprzedany Margaret Drey, a następnie do Samuel H. Kress Foundation z Nowego Jorku. W 1957 został podarowany waszyngtońskiemu National Gallery of Art.